# Sinfonietta militaire
Pour une œuvre de Leoš Janáček, voir Sinfonietta (Janáček).
La Sinfonietta militaire, op. 11, est une œuvre orchestrale de la compositrice Vítězslava Kaprálová écrite en 1936-1937.

## Contexte et création
Vítězslava Kaprálová commence la composition de sa Sinfonietta militaire en 1936, et commence le travail d'orchestration début janvier 1937. Elle effectue ce travail d'orchestration sous le regard de son professeur Vítězslav Novák. Ce dernier cherche « à chasser de son esprit toute idée à la Janáček et diverses autres sauvageries ». Elle est notamment aidée dans ce travail par Theodor Schaefer qui l'aide à orchestrer plusieurs pages. L'œuvre est achevée le 26 février selon le journal intime de la compositrice, le 23 selon la note sur la partition. Probablement sous les conseils de Vítězslav Novák, elle donne un ton plus militaire au début où les cuivres ont la part belle.
La sinfonietta est créée le 26 novembre 1937 à Prague, au Palais Lucerna, par l'Orchestre philharmonique tchèque dirigé par la compositrice,.

## Analyse
La Sinfonietta militaire est de forme sonate. L'introduction présente deux glissandos de harpe avant de présenter sur douze mesures la fanfare militaire des cuivres. Le premier thème est en germe dans les notes des trompettes et se dévoile ensuite dans son entièreté aux violons. Toutes les cordes se saisissent ensuite du thème pour se l'échanger et le scinder en rythmes lombards typiques de la musique morave. La compositrice explique que l'idée « offensi[ve] (en mode éolien) retentit plusieurs fois sous forme de variations constantes pour croître en intensité et se briser dans une phrase affectueuse tendrement accentuée par des rythmes doux ». Le thème se diffuse ensuite dans le reste de l'orchestre qui le ponctue d'appels militaires. La deuxième section de cette forme sonate est un andante cantabile joué au hautbois puis aux flûtes. Le thème est entièrement déployé par les violons soutenus par deux des six cors nécessaires à la Sinfonietta. Le thème final, combatif, amène une dissonance des trompettes. L'orchestre profite de cette dissonance pour une démonstration de puissance qui termine l'exposition. Le deuxième mouvement fait office à la fois d'andante et de scherzo, transition avant l'allegro moderato qui fait office de développement, qui travaille le premier thème. La réexposition n'est pas littérale mais reprend les trois thèmes de l'exposition.